# Web Map Service
англ. Web Map Service (укр. картографічна вебслужба; WMS) — стандартний інтернет-протокол передачі  геокодованих зображень згенерованих на сервері на основі геоінформаційної бази даних. Специфікація протоколу була розброблена та оприлюднена Open Geospatial Consortium в 1999 році.